# 世界野生生物の日
世界野生生物の日（せかいやせいせいぶつのひ、英語: World Wildlife Day）は、2013年12月20日の第68回国際連合総会において決定された国際日で、毎年3月3日である。
この記念日はワシントン条約と呼ばれる「絶滅のおそれのある野生動植物の種の国際取引に関する条約」が1973年3月3日に採択されたことを記念したもので、経済的、文化的に重要な野生動植物の保護の取組の強化を目的としたものである。
この記念日の指定は2013年3月3日から14日にタイのバンコクで行われたワシントン条約第16回締約国会議において毎年3月3日を世界野生生物の日とすることを国連総会に求めることが合意されたことによる。